# Hamlet (filme de 2000)
Hamlet, também conhecido como Hamlet 2000 (bra: Hamlet - Vingança e Tragédia), é um filme estadounidense de 2000 escrito e dirigido por Michael Almereyda, situado na Cidade de Nova Iorque contemporânea, baseado na peça homônima de William Shakespeare.
Ethan Hawke faz o papel de Hamlet como um estudante de cinema; Kyle MacLachlan co-estrela como Tio Cláudio, com Diane Venora como Gertrudes, Liev Schreiber como Laerte, Julia Stiles como Ofélia, Steve Zahn como Rosencrantz, Bill Murray como Polônio e Sam Shepard como o pai de Hamlet.
Nesta versão de Hamlet, Cláudio é "rei" da empresa Denmark Corporation, tendo assumido a firma após assassinar seu irmão, pai de Hamlet.